# Waelzholz
C.D. Wälzholz GmbH & Co. KG er en tysk producent af koldtvalsede og varmebehandlede stålbånd og profiler. Hovedsædet er i Hagen, Nordrhein-Westfalen.
Caspar Diederich Wälzholz grundlagde i 1829 en en metalvarefabrik i Nahmertal i Hohenlimburg, Westfalen. Blandt de første produkter var vævekamme.